# Žan Filip
Žan Filip (engl. Jean Philippe; 27. novembar 1930 - 7. jaunar 2022.) bio je francuski pevač.
Žan Filip je najpoznatiji po tome što je predstavljao Francusku na Pesmi Evrovizije 1959. održanoj u Kanu. Pevao je pesmu "Oui, oui, oui, oui", te je bio trećeplasirani sa 15 osvojenih bodova. On se na Pesmu Evrovizije vraća 1962. godine predstavljajući Švajcarsku sa pesmom "La Retour". Tada je ostvario lošiji rezultat - bio je 10 od 16 pesama sa samo 2 osvojena boda. On takođe predstavlja prvog izvođača koji je predstavljao dvije zemlje na Pesmi Evrovizije.
Žan Filip se takođe pojavio u filmu "Jazz boat" iz 1960. godine u kojoj je pevao pesmu "Oui, oui, oui, oui".